# Lê Huy Khoa
Lê Huy Khoa (sinh ngày 17 tháng 3 năm 1974), quê Nghệ An, là một giảng viên tiếng Hàn, tác giả và dịch giả nhiều cuốn sách, giáo trình dạy và học phổ biến và quen thuộc đối với những người học tiếng Hàn tại Việt Nam, đồng thời cũng được biết đến với vai trò trợ lý ngôn ngữ của Park Hang-seo - huấn luyện viên trưởng của đội tuyển bóng đá quốc gia Việt Nam.

## Tiểu sử
Năm 1995, Lê Huy Khoa tốt nghiệp Trường Đại học Ngoại ngữ -  Đại học Quốc gia Hà Nội nhưng khi ấy ở Việt Nam chưa có một trung tâm dạy tiếng Hàn hay khoa tiếng Hàn tại đại học. Cha của anh từng là một lưu học sinh Việt Nam tại Cộng hòa Dân chủ Nhân dân Triều Tiên, Khoa quyết định chọn con đường tu nghiệp sinh ở Hàn Quốc, với Khoa không phải học nghề mà học tiếng Hàn là chính. Anh tốt nghiệp chương trình ngôn ngữ tại Đại học Yonsei năm 1996 và sở hữu bằng thạc sĩ quản trị kinh doanh MBA, sau đó công tác tại Đại sứ quán Việt Nam ở Hàn Quốc. Năm 2004, Lê Huy Khoa trở về nước bắt đầu kế hoạch thành lập một trường Hàn ngữ tại Việt Nam. Hai năm sau, trường Hàn ngữ Việt - Hàn chính thức được thành lập và anh đảm nhận chức vụ Hiệu trưởng từ đó tới nay.
Năm 1998, Lê Huy Khoa bắt tay vào làm quyển sách cho tu nghiệp sinh: "Tự học câu và từ, chú trọng đến mảng lao động, sinh hoạt tại Hàn Quốc". Tháng 10-2002, cuốn từ điển Hàn Việt với 20.000 từ ra đời, đúng kỷ niệm 10 năm thiết lập quan hệ ngoại giao hai nước Việt Nam - Hàn Quốc. Tháng 3-2003, quyển Từ điển Hàn - Việt được xuất bản tại Việt Nam. Tháng 4 năm 2003, một nhà xuất bản Hàn Quốc đã mua bản quyền quyển sách này để phát hành tại Hàn Quốc.
Lê Huy Khoa hiện cũng là phiên dịch viên cao cấp tiếng Hàn ở Việt Nam trong các cuộc gặp cấp cao của lãnh đạo hai nước Việt Nam - Hàn Quốc.
Tác giả của từ điển Hàn Việt đầu tiên và lớn nhất được xuất bản, được Tổ chức Kỉ lục Việt Nam xác nhận và trao kỉ niệm chương, đã được phát hành trên trang Naver.
Năm 2017, Park Hang-seo trở thành HLV trưởng đội tuyển bóng đá Việt Nam. Ngay trong ngày làm việc đầu tiên tại Việt Nam ngày 10/10, HLV Park Hang-seo có buổi phỏng vấn và sát hạch các ứng viên cho vị trí trợ lý ngôn ngữ của đội tuyển Việt Nam. Ngày 18, ông Park đã công bố ứng viên Lê Huy Khoa vượt trội hoàn toàn so với các ứng viên còn lại và sẽ chính thức làm trợ lý ngôn ngữ cho HLV người Hàn Quốc kể từ ngày 26/10.

## Tác phẩm

### Ngôn ngữ
1. Đại từ điển Hàn Việt- nhà xuất bản Đại học Quốc gia thành phố Hồ Chí Minh
2. Tiếp từ, thành ngữ 4 chữ và danh ngôn tiếng Hàn, Nhà xuất bản văn hóa
3. Luyện dịch song ngữ qua  tiêu đề báo chí, nhà xuất bản Thế giới
4. Từ điển chuyên ngành 40 lĩnh vực Hàn Việt, Việt Hàn, Nhà xuất bản Tổng hợp
5. Tục ngữ tiếng Hàn, nhà xuất bản đại học Quốc gia
6. Từ điển chuyên ngành kinh tế Hàn Việt, Việt Hàn
7. Tiếng Hàn xuất khẩu lao động- nhà xuất bản Trẻ
8. Từ điển Hàn Hàn Việt- Nhà xuất bản Hồng Đức
9. Từ điển cụm từ thường dùng trong tiếng Hàn- Nhà xuất bản Tổng hợp
10. 1200 câu luyện dịch tiếng Hàn Quốc – Nhà xuất bản Tổng hợp.
11. Tiếng Hàn trong thương mại- nhà xuất bản Khoa học tự nhiên và công nghệ
12. Kỹ Năng Nghề Phiên Dịch, Nhà xuất bản Thế giới
13. 1200 câu luyện dịch tiếng Hàn Quốc, Nhà xuất bản Đại học Quốc gia Thành phố Hồ Chí Minh
14. Giáo Trình Căn Bản Tiếng Hàn, Nhà xuất bản Đại học Quốc gia Thành phố Hồ Chí Minh
15. Tiếng Việt Thực Dụng Dành Cho Người Hàn Quốc, Nhà xuất bản Văn hóa Sài Gòn
16. Những Mẫu Văn Bản Tiếng Hàn, Nhà xuất bản Đại học Quốc gia Thành phố Hồ Chí Minh
17. Cẩm Nang Giao Tiếp Tiếng Hàn, Nhà xuất bản Đại học Quốc gia Thành phố Hồ Chí Minh
18. Từ điển Việt - Hàn, Nhà xuất bản Tổng hợp thành phố Hồ Chí Minh
19. Ngữ Pháp cơ bản tiếng Hàn, Nhà xuất bản Đại học Quốc gia Thành phố Hồ Chí Minh
20. Tự học giao tiếp tiếng Hàn, Nhà xuất bản Đại học Quốc gia Thành phố Hồ Chí Minh
21. Tuyển Tập 5000 Cấu Trúc Ngữ Pháp – Quán Dụng Ngữ – Từ Vựng Tiếng Hàn, Nhà xuất bản Thế giới
22. Luyện phát âm tiếng Hàn, Nhà xuất bản Đại học Quốc gia Thành phố Hồ Chí Minh
23. 300 cấu trúc ngữ pháp cơ bản tiếng Hàn, Nhà xuất bản Hồng Đức
24. Từ điển Việt Hàn, nhà xuất bản Tổng hợp
25. 1000 từ thông dụng y học Hàn Việt- Nhà xuất bản Tổng hợp
26. Luyện dịch trung cao cấp tiếng Hàn, Nhà xuất bản Tổng hợp
27. Tiếng Hàn du lịch, nhà xuất bản Hồng Đức

### Sách viết về văn hóa
1. Hàn Quốc, đất nước và con người – Nhà xuất bản từ điển Bách Khoa.
2. Du học Hàn Quốc- Nhà xuất bản Thế giới.
3. Giỏi tiếng Hàn dễ như ăn Kimbap- Nhà xuất bản Thế giới.

### Sách dịch khác
1. Hồi ký của chủ tich tập đoàn Samsung Lee Byong Chol " Hồ Nham tự truyện"- Nhà xuất bản Tổng hợp
2. Hàn Quốc, đất nước con người- Nhà xuất bản Thế giới
3. Bí quyết thành công của tỷ phú trẻ người Hàn Quốc- Nhà xuất bản Trẻ
4. Hiddink và đội bóng đá Hàn Quốc- Nhà xuất bản Trẻ
5. Không bao giờ là thất bại, tất cả là thử thách (시련은 있어도 실패는 없다 - Tự truyện của Chung Ju-yung 정주영, người sáng lập Hyundai), Nhà xuất bản Tổng hợp thành phố Hồ Chí Minh
6. Không Có Gì Là Huyền Thoại (신화는 없다) - Hồi Ký Cựu Tổng thống Hàn Quốc Lee Myung Bak, Nhà xuất bản Tổng hợp thành phố Hồ Chí Minh.

### Sách về bóng đá
- Từ Thường Châu đến vô địch AFF Cup,[5] Nhà xuất bản Lao Động (Nội dung: Lê Huy Khoa Kanata và Nhà báo Trương Anh Ngọc, Hình ảnh: Nhà báo Trần Giáp – Báo Thể thao & Văn hóa (TTXVN))
- U23 - Những Chuyện Chưa Kể,[6] Nhà xuất bản Thể dục thể thao
- Phong cách Quản trị Park Hang Seo[7] - Bí Quyết Thành Công Của Doanh nghiệp Hàn Quốc, Nhà xuất bản Tổng hợp thành phố Hồ Chí Minh
- Bão lửa thường châu Tuyết Trắng- Nhà xuất bản Thể dục thể thao.